# Ron-Thorben Hoffmann
Ron-Thorben Hoffmann (* 4. April 1999 in Rostock) ist ein deutscher Fußballtorwart. Er ist seit der Saison 2024/25 Vertragsspieler des FC Schalke 04 – für den er im Oktober 2024 debütierte – und auf Leihbasis Spieler von Ligakonkurrent Eintracht Braunschweig.

## Karriere

### Vereine
Das Fußballspielen begann Hoffmann als Jugendspieler beim Fußballverein seiner Geburtsstadt Rostock, Hansa Rostock. Von 2009 bis 2013 spielte er für Hertha BSC, bevor er in die Jugendabteilung von RB Leipzig wechselte.
Zwei Jahre später, zu Beginn der Saison 2015/16, wechselte er von RB Leipzig in die U17-Jugendmannschaft des FC Bayern München. In seiner Debütsaison bestritt er 15 Punktspiele, in denen er viermal ohne Gegentor geblieben war. Für die U19-Mannschaft bestritt er zehn Punktspiele und hielt im Spiel gegen den Karlsruher SC seinen ersten Strafstoß im Trikot des FC Bayern München.
Am 10. Oktober 2018 debütierte er für die zweite Mannschaft in der viertklassigen Regionalliga Bayern bei einem 2:0-Sieg im Auswärtsspiel gegen den SV Schalding-Heining.
Im Mai 2018 unterzeichnete er einen vom 1. Juli 2018 bis 30. Juni 2021 gültigen Lizenzspielervertrag mit dem deutschen Rekordmeister.
Am 3. Spieltag der 3. Liga 2019/20, bei der 1:2-Niederlage bei Hansa Rostock, stand Hoffmann im Tor der Bayern-Amateure.
Am letzten Tag der Sommertransferperiode 2021 wurde die Vertragslaufzeit beim FC Bayern München bis zum 30. Juni 2023 verlängert. Damit ging ein gleichzeitiger Wechsel auf Leihbasis zum englischen Drittligisten AFC Sunderland bis zum Saisonende 2021/22 einher. Hoffmann steuerte 23 Ligaeinsätze zum Aufstieg seiner Mannschaft in die EFL Championship bei. Er kehrte zur Untersuchung von Komplikationen infolge einer SARS-CoV-2-Infektion vorzeitig nach München zurück und verließ den AFC Sunderland auch offiziell mit Ablauf der Leihfrist.
Zur Saison 2022/23 kehrte er jedoch nicht zum FC Bayern München zurück, sondern wechselte zum Zweitligisten Eintracht Braunschweig, mit dem er einen bis zum 30. Juni 2024 datierten Vertrag unterzeichnete, in dessen Laufzeit er in 45 Ligapartien und einem DFB-Pokalspiel als Stammtorhüter zum Einsatz kam.
Nach Vertragsablauf schloss er Ende Mai 2024 einen Drei-Jahres-Vertrag beim FC Schalke 04 ab. Im Januar 2025 wurde er zurück an Braunschweig verliehen.

### Nationalmannschaft
2016 bestritt Hoffmann zwei Spiele für die U18-Nationalmannschaft unter Trainer Meikel Schönweitz.

## Privates
Ron-Thorben Hoffmann ist der Sohn von Anke Hoffmann, einer Ex-Bundesliga-Handballspielerin und Personalberaterin. Er hat einen jüngeren Bruder, Finn.

## Erfolge
International
- Champions-League-Sieger: 2020 (FC Bayern München, ohne Einsatz)
- Klub-Weltmeister: 2020 (FC Bayern München, ohne Einsatz)

Deutschland
- Drittligameister: 2020 (FC Bayern München II)
- Aufstieg in die 3. Liga: 2019 (FC Bayern München II)
- Meister der Regionalliga Bayern: 2019 (FC Bayern München II)

England
- Aufstieg in die EFL Championship: 2022 (AFC Sunderland)